# Silmarils
Silmarils byla francouzská videoherní vývojářská společnost založená v roce 1987 bratry Louis-Mariem a Andrém Rocquesovými, oba předtím pracovali jako nezávislí herní vývojáři pro mikropočítače TRS-80, Amstrad a Oric. Byla pojmenována podle tří drahokamů silmarilů z knih anglického spisovatele J. R. R. Tolkiena, tyto se nacházejí i v kruhovém logu společnosti. Vydávala hry různých žánrů pro PC, Amigu, Amstrad CPC, Macintosh, Atari ST a Atari Falcon. Sídlo společnosti bylo v Lognes (Marne-La-Vallee) poblíž Paříže a pobočka v Nancy.
Louis-Marie vyvinul herní engine ALIS (Actor Language Integrated System), který dokázal zkompilovat původní herní kód pro Atari ST na Amigu, PC, Macintosh, Sega Mega Drive, Jaguar, 3DO, PlayStation a PlayStation 2. K Silmarils se přidali další lidé, mj. hudební skladatel Fabrice Hautecloque, výtvarník a grafik Pascal Einsweiler a programátor Michel Pernot.
Společnost zbankrotovala v roce 2003. O rok později bratři Rocquesové společně s Pascalem Einsweilerem založili nové studio nazvané Eversim specializující se na politické strategické hry.

## Seznam her
1987
- Manhattan Dealers[2]

1988
- Mad Show

1989
- Le Fetiche Maya
- Targhan[2]
- Windsurf Willy

1990
- Colorado[3]
- Crystals of Arborea[4]
- Star Blade[2]

1991
- Boston Bomb Club
- Metal Mutant[1]
- Storm Master[1]
- Xyphoes Fantasy

1992
- Bunny Bricks – klon videohry Arkanoid[4]
- Ishar: Legend of the Fortress[1] – první díl série Ishar[4]

1993
- Ishar 2: Messengers of Doom[4]
- Transarctica – inspirována postapokalyptickou sci-fi knižní sérií Ledová společnost francouzského spisovatele Georgese-Jeana Arnauda[4]

1994
- Robinson's Requiem[2]
- Ishar 3: The Seven Gates of Infinity

1996
- Deus[2]

1997
- Time Warriors

1998
- Asghan: The Dragon Slayer[2]

2001
- Arabian Nights
- Les Visiteurs: La Relique de Sainte Rolande

2003
- Inspector Gadget: Mad Robots Invasion

?
- Asghan 2